# Mohsen Taheri
Mohsen Taheri (pers. محسن طاهری) – irański zapaśnik w stylu klasycznym. Srebrny medalista mistrzostw Azji w 1987. Startował w kategorii 48 kg.